# 漢肯德
汉肯德（發音：[xɑnkænˈdi] ⓘ），阿塞拜疆收复前称为斯捷潘纳克特（羅馬化：Stepʼanakert，东部發音：[əstɛpʰɑnɑˈkɛɾt]），是阿塞拜疆纳戈尔诺-卡拉巴赫地区城市，2023年阿塞拜疆进攻纳卡前，此地曾为已解散的有限承认政权阿尔察赫共和国所控制，作为首都使用。该市坐落卡拉巴赫山脉东坡谷地之中，位于卡尔卡尔河左岸。2021年，城中人口75,000人，2024年攻勢結束後一度成為鬼城，後來亞塞拜然人的移居令人口回升至8,000人，唯亞美尼亞人只剩24人。
最初此地为亚美尼亚聚居地，其名瓦拉拉肯（羅馬化：Vararakn），后来发展为斯捷潘纳克特城。苏联时期，该城成为纳戈尔诺-卡拉巴赫自治州首府，经济与工业活动聚集此地。此外，斯捷潘纳克特亦成为政治活动的温床，在亚美尼亚人呼吁将纳卡地区与亚美尼亚本土统一的示威中，此城是示威的中心。苏联解体、第一次纳卡战争爆发以来，斯捷潘纳克特受到极大破坏，随阿尔察赫共和国肇建而易手至当地亚美尼亚族。
亚美尼亚族控制期间，此城为当地教育、文化的中枢。当时斯捷潘纳克特城经济以服务行业为基础，其中食品加工、酿酒、丝纺最为重要。
2023年9月29日，据报阿塞拜疆当局已控制该城，在阿军进军抵达之前，城中几乎所有亚美尼亚族人被迫逃亡至亚美尼亚。

## 词源
中世纪亚美尼亚文献载明当地有名为「瓦拉拉肯」（Vararakn，「急流的泉水」）的聚居点。1847年，这一村庄由俄罗斯当局正式从瓦拉拉肯更名为汉肯德。然而，直到1923年为止，城镇在当地亚美尼亚语中的名称仍为瓦拉拉肯。
大部分阿塞拜疆文献宣称定居点是十八世纪末所建造，作为卡拉巴赫汗国元首的休整地使用。起初数年当地名唤（「可汗的村子」），因只有可汗王室及其亲属居住此地。十九世纪时，定居点重新命名为（「可汗村」，即「汉肯德」）。
城镇于1923年更名（「斯捷潘城」，即「斯捷潘纳克特」），用以纪念亚美尼亚族布尔什维克革命家邵武勉。这一名称从人名（「斯捷潘」）与词缀（「所造的」）组合而成。

## 历史

### 建城及苏联时代

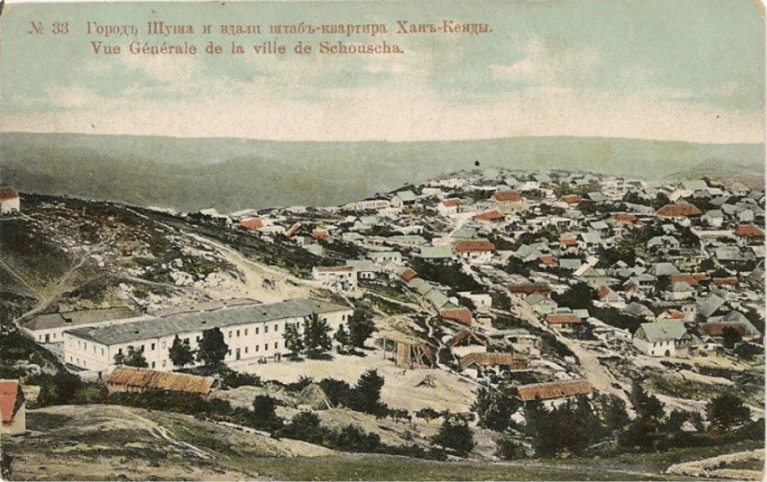
十九世纪俄罗斯描绘舒沙的明信片，远处有汉肯德守备部队

根据中世纪亚美尼亚文献，这一聚居点最初是亚美尼亚人的村庄，名为瓦拉拉肯。自十世纪至十六世纪，当地为亚美尼亚哈琴公国的一部分。多个世纪以来，城镇先后易手于卡拉巴赫梅利克国和卡拉巴赫汗国，直到1822年臣服于俄罗斯帝国的统治。
帝俄治下，城镇属伊丽莎白波尔省舒沙县管辖。根据十九世纪小说家拉菲的记载，波斯储君阿巴斯·米尔札率军进犯卡拉巴赫，1826年，当地亚美尼亚梅利克与米尔札在这座村镇会晤，同波斯人求和，保卡拉巴赫一方亚美尼亚人口周全。1847年，瓦拉拉肯村中约有房屋132座、其中亚美尼亚家庭80户、俄罗斯家庭52户、亚美尼亚教堂一座、墓地一片。同年村庄从瓦拉拉肯更名汉肯德。1886年，聚居地有房屋52座。汉肯德人口由退役士兵及后代构成，均为俄罗斯正教会会众。当地居民从事农业及其他各种手艺、运货、出租房舍（多面向军事人员）等等。1898年后，沙皇政府将汉肯德打造成俄军屯驻地，其中有兵营、医院及一座教堂，亦有数座房屋，其中住有军官家人、以及少量本地人，为军队行伍供应食品。城镇的本地人口由亚美尼亚族和阿塞拜疆族两族构成。:46

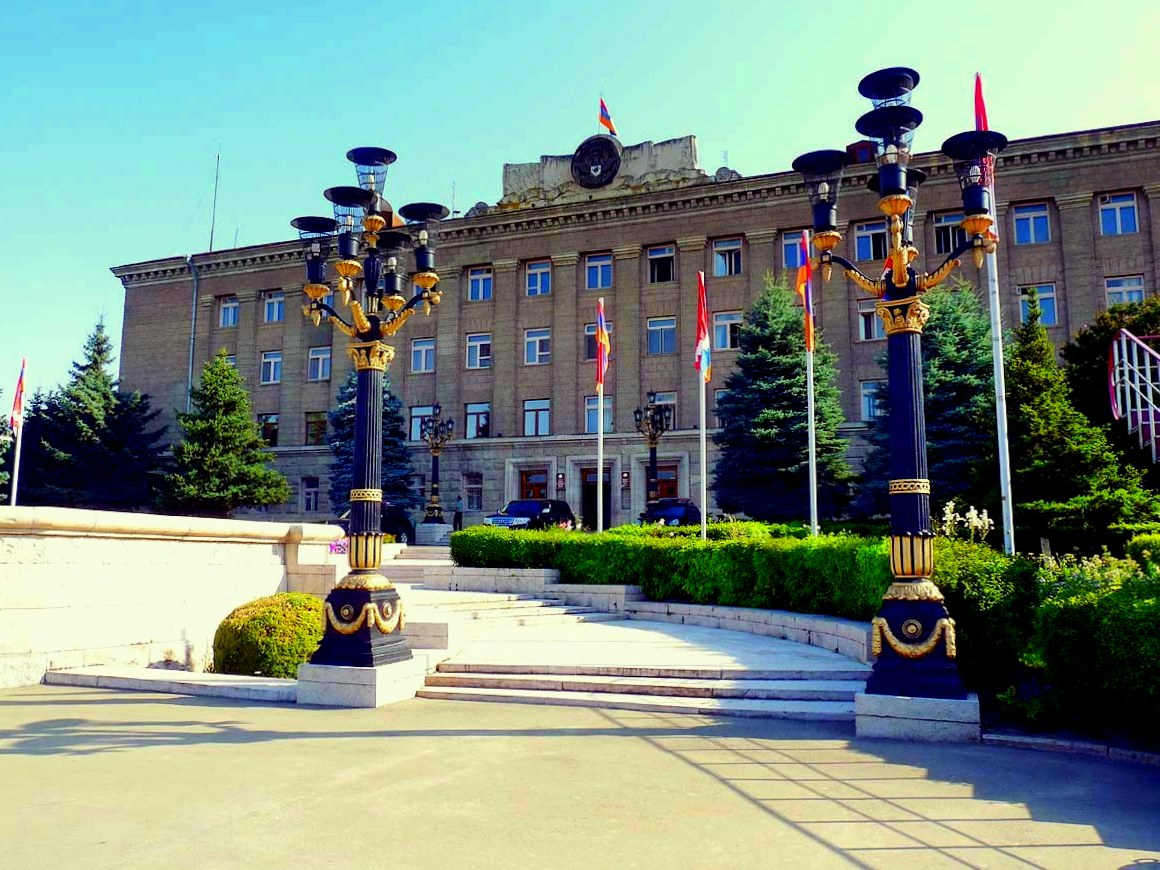
总统府，曾为纳戈尔诺-卡拉巴赫自治州最高苏维埃大楼

1920年，当地发现一具尸体，怀疑是阿塞拜疆士兵遇害。之后村中发生反亚美尼亚族动乱，夺取数百人生命。1920年3月，附近的舒沙发生对亚美尼亚族的大屠杀后，亚美尼亚族涌入这座村镇，亚美尼亚族从此成为村中主体族群。当年夏季，汉肯德为一支红军所据，1923年，苏维埃政府将其更名为斯捷潘纳克特，以纪念邵武勉。邵武勉是布尔什维克党牺牲领袖，为二十六名巴库人民委员的首脑。这一地区的首邑原在舒沙，然而随着亚美尼亚族人从舒沙流失，纳戈尔诺-卡拉巴赫自治州的首府落在斯捷潘纳克特。纳卡自治州成立时，斯捷潘纳克特已经破败，尚存建筑物仅仅十至十五座。一些建筑彻底毁坏，其余也缺门少窗，更有一些建筑仅余四壁。自治州成立初年，一些建筑得到翻新，另有许多则重建，道路修整、电力与电话通讯通入城中。:67—68假以时日，斯捷潘纳克特发展成为地区最重要的城市（1940年其划入「市」的级别），人口从1939年的10,459人增长到1978年的33,000人。
1926年，市政当局采纳亚历山大·塔马尼扬设计的城市新规划方案，扩展的另两份设计在1930年代和1960年代获得通过，均保持了塔马尼扬原有的设计。城中兴建数座学校和两座综合诊所，又有一座亚美尼亚剧院于1932年建立，以马克西姆·高尔基命名。1960年，斯捷潘纳克特中央广场音乐团依托区委大楼（今纳卡共和国政府大楼）建立。这一广场之后以列宁命名，许多群众集会以之为舞台，要求将纳卡自治州转交亚美尼亚社会主义共和国。1968年，斯捷潘纳克特爆发第一次民族暴乱。城内当时正审理城中学校一名阿塞拜疆族校长的案件，其受指控谋害了亚美尼亚女孩。亚美尼亚族人认为阿塞拜疆族法官裁定过于宽纵，聚集在法院楼外，将犯人和法官正一同乘坐的车辆烧毁。
斯捷潘纳克特为纳卡地区主要的经济中枢，到1980年代中期城中运转有十九座工厂，其中有一座发电厂、一座沥青工厂。苏联时代结束时，斯捷潘纳克特已建有一座农业技校、一座教育学院、医学学校、音乐学校，同时有一座当地历史博物馆、一座剧院。

### 第一次纳戈尔诺-卡拉巴赫战争及亚美尼亚族控制期

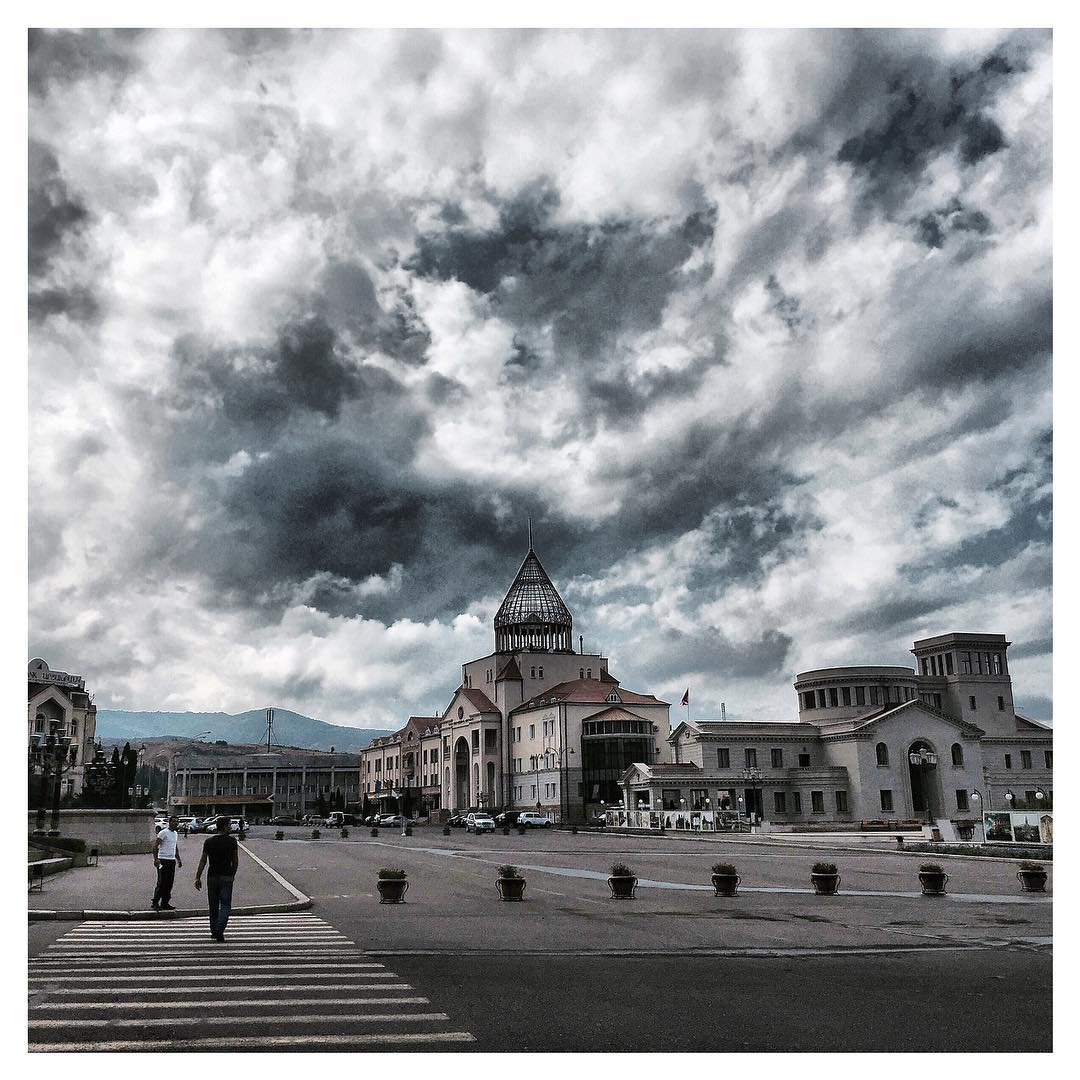
复兴广场 (斯捷潘纳克特)

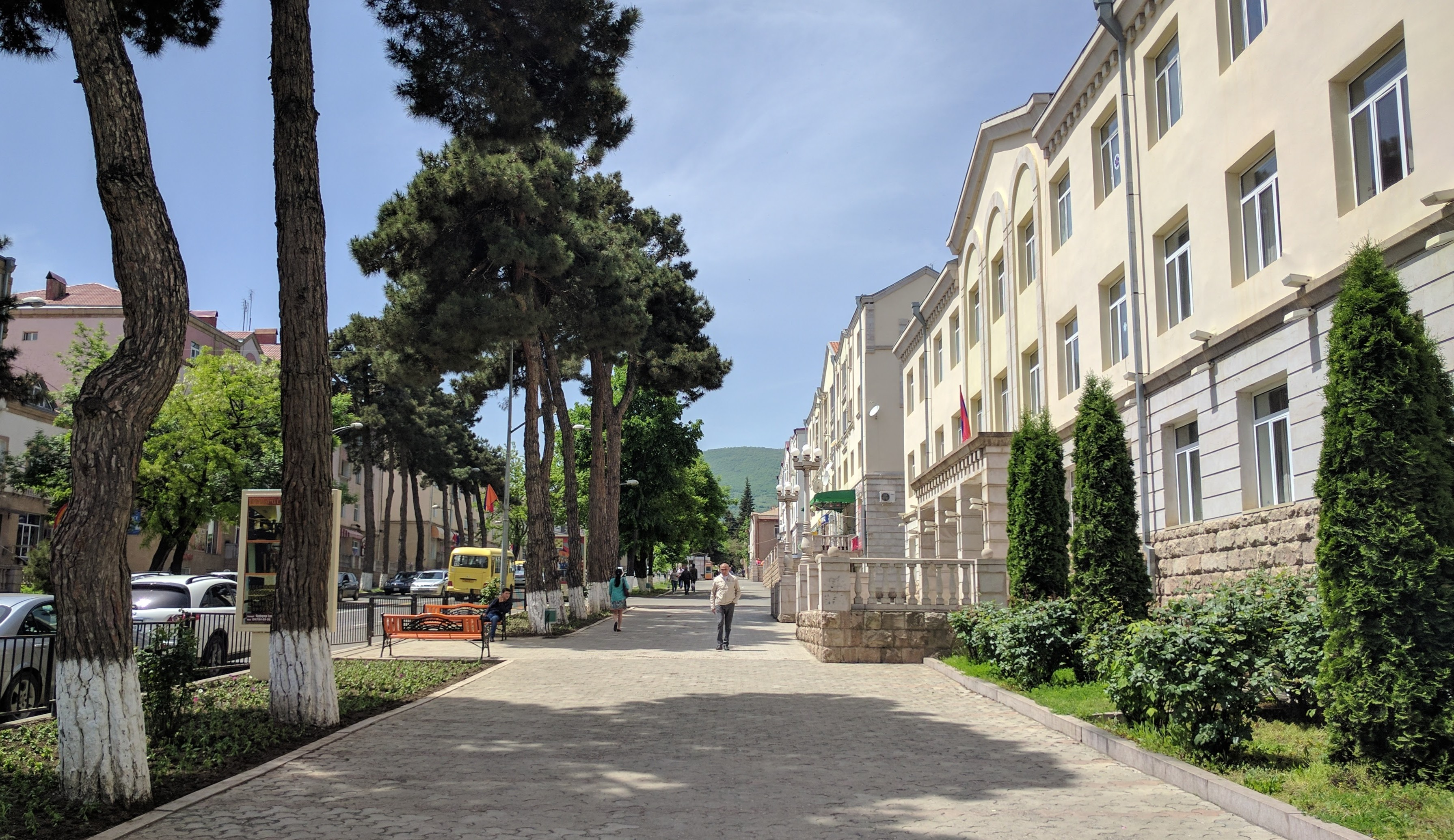
自由战士大道，位于斯捷潘纳克特市中心

苏共总书记米哈伊尔·戈尔巴乔夫在1985年开始的政治经济改革使得苏联的权威明显不再集于中央。不论亚美尼亚社会主义共和国抑或纳卡地区的亚美尼亚族，都将这一改革工程看作两地统一的机遇。1988年2月20日，上万亚美尼亚族人群聚斯捷潘纳克特列宁广场（今复兴广场）示威，要求纳卡地区加入亚美尼亚。同日纳卡最高苏维埃投票决定加入亚美尼亚社会主义共和国，这一举动受到阿塞拜疆苏维埃当局强烈反对。
斯捷潘纳克特的阿塞拜疆族拥护阿塞拜疆政府在位，亚阿两族关系于之后几年恶化。1988年9月城中爆发种族间冲突，身体伤害、焚烧房产充斥其间，阿塞拜疆族几乎全部被迫逃离城市。三天后苏联陆军进城接管，宣布宵禁。1990年军方派遣特种部队小队及其他各种小组进入斯捷潘纳克特，以防为阿塞拜疆族军队所占。
1991年阿塞拜疆宣布自苏联独立之后，斯捷潘纳克特由阿塞拜疆政府改名汉肯德。围绕纳卡地区的控制权爆发了战斗，战争持续三年，结果亚美尼亚族对该地和向西连往亚美尼亚的拉钦走廊实现了控制。冲突前斯捷潘纳克特是纳卡自治州最大城市，人口在全州189,000人中占70,000人（当时亚美尼亚族占据地区总人口75%的比重）。到1992年初，人数跌至50,000人。

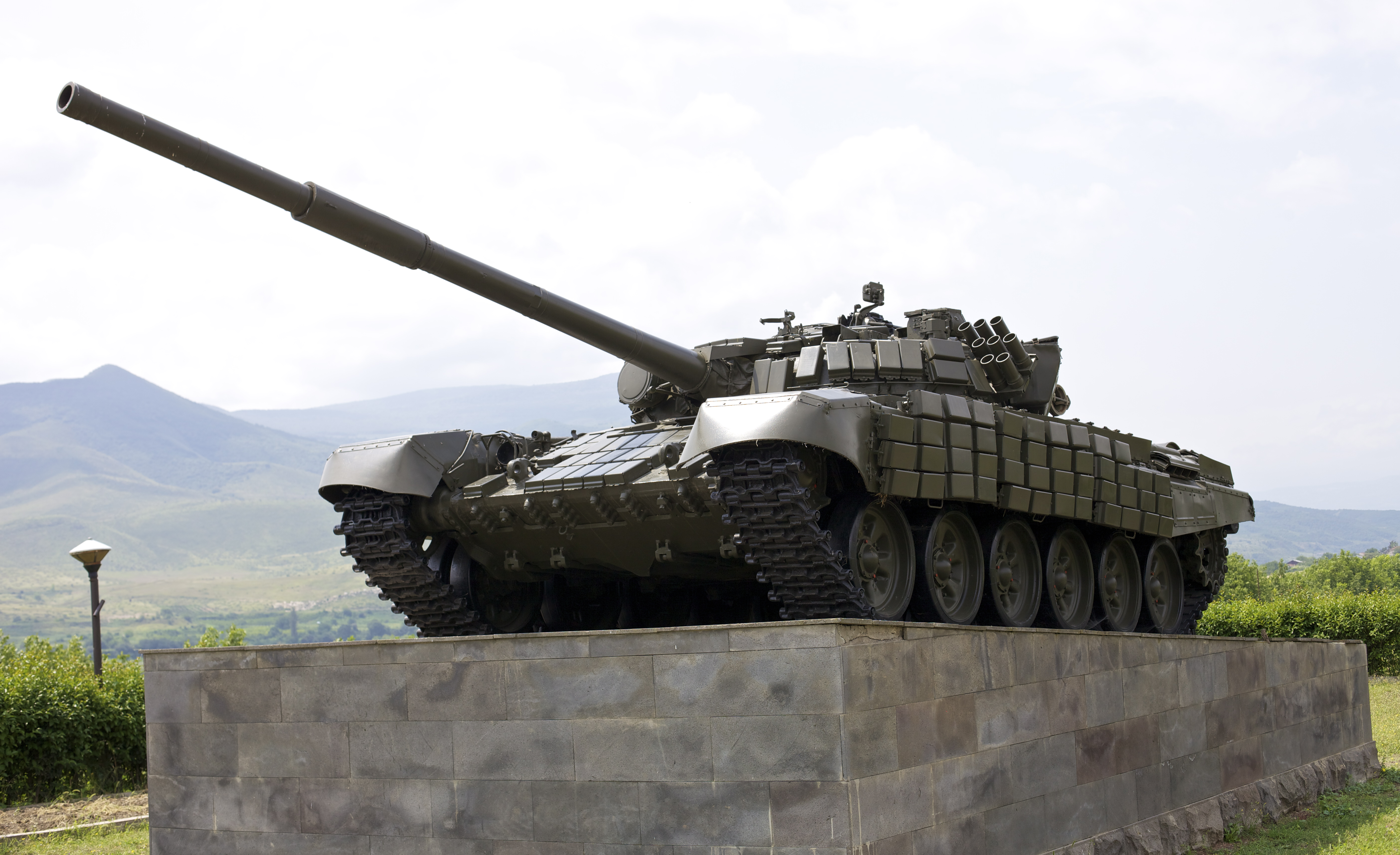
第一次纳卡战争中的坦克，型号T-72，亚美尼亚族将其留作纪念碑，在斯捷潘纳克特城北阿斯凯兰附近。值得注意的是在城南舒沙附近也有一座坦克纪念碑，2023年阿塞拜疆将其拆除

战争期间，城市在阿塞拜疆人的轰炸中受损惨重，1992年初损失尤重，当时阿塞拜疆人将BM-21火箭炮部署于舒沙，向斯捷潘纳克特倾泻火箭弹。一名为《时代周刊》供稿的记者于1992年4月一篇文章中记载「斯捷潘纳克特几乎没有一栋房屋逃过破坏」。直到1992年5月舒沙易手，来自地面的轰炸才停止。尽管如此，城市直到战争结束仍遭罹来自空中的轰炸。结果城中主要部分沦为严重受损状态。至2016年，斯捷潘纳克特仍未完全从战争中恢复。
在2020年第二次纳卡战争中，斯捷潘纳克特城再次遭遇密集轰炸。战争期间，居民区不断受到阿塞拜疆陆军集束炸弹打击，如此侵攻自战斗第一天即开始，居民受敦促前往掩体躲避。阿军开往舒沙市之际，拉钦走廊被阿尔察赫当局关闭。
2020年11月10日停火协议生效，此时阿军兵锋距斯捷潘纳克特城仅有15千米。协议部分内容规定，俄罗斯部队部署到当地维持和平。战争过后，斯捷潘纳克特居民人口膨胀至75,000人，这是因为约10,000至15,000原本居于阿尔察赫其他地区的居民在战争中失去家园，流离至此。

### 阿塞拜疆控制期

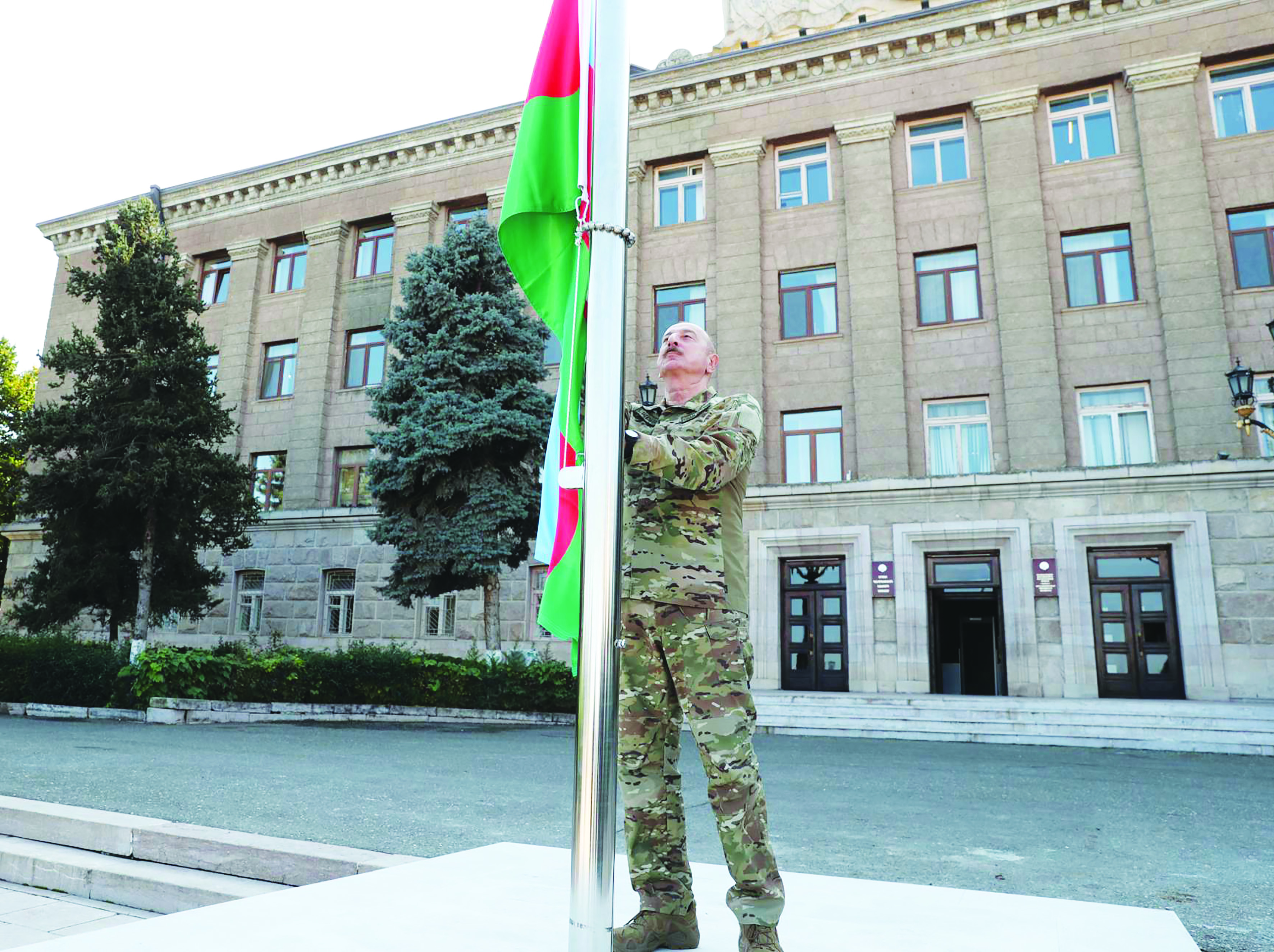
2023年10月15日，阿塞拜疆总统伊利哈姆·阿利耶夫在城中升起阿塞拜疆国旗

2023年9月19日至20日，阿塞拜疆对纳卡地区发动新一轮侵攻，最终双方停火，数日后大量亚美尼亚族人离土流散。到29日，阿尔察赫内政部将所有武器弃置斯捷潘纳克特，完全放弃纳卡地区。当日阿塞拜疆警察开始上街巡逻，城北著名雕塑「我们是我们的山」挂上阿国国旗。10月1日起，阿国官员开始在原阿尔察赫警察总部办公，该国也接管负责城中医疗服务，地区手机信号由阿国运营商覆盖。半岛电视台新闻职员当日晚些时候从城中发出报道，记者描述斯捷潘纳克特成为「不剩人气的鬼城」，报道中可见城内街道荒芜一片。
阿国侵攻、亚美尼亚族逃散之后，与阿总统阿利耶夫所谓尊重剩余亚美尼亚族权益的宣称相反，阿国官员发行汉肯德的地图中，将一条街道改以恩维尔帕夏命名，而此人正是亚美尼亚种族灭绝一大凶犯。2023年10月15日，阿利耶夫踏足城内，在过去曾为阿尔察赫总统府的大楼前正式升起阿塞拜疆国旗。

## 地理与气候
该市地处卡拉巴赫高原，平均高程为海拔813米。
按柯本气候分类法，城市气候为副热带湿润气候（Cwa型）；按特雷瓦萨气候分类法，则为半干旱气候（BS）。一月时均温低至0.5°C，八月则在22.6°C左右。极端低温-15.0°C（1974年1月8日），极端高温37.0°C（1978年7月11日）。
| 斯捷潘纳克特气象数据（常规数据自1961年统计至1990年，极端数据自1959年统计至1991年） | 斯捷潘纳克特气象数据（常规数据自1961年统计至1990年，极端数据自1959年统计至1991年） | 斯捷潘纳克特气象数据（常规数据自1961年统计至1990年，极端数据自1959年统计至1991年） | 斯捷潘纳克特气象数据（常规数据自1961年统计至1990年，极端数据自1959年统计至1991年） | 斯捷潘纳克特气象数据（常规数据自1961年统计至1990年，极端数据自1959年统计至1991年） | 斯捷潘纳克特气象数据（常规数据自1961年统计至1990年，极端数据自1959年统计至1991年） | 斯捷潘纳克特气象数据（常规数据自1961年统计至1990年，极端数据自1959年统计至1991年） | 斯捷潘纳克特气象数据（常规数据自1961年统计至1990年，极端数据自1959年统计至1991年） | 斯捷潘纳克特气象数据（常规数据自1961年统计至1990年，极端数据自1959年统计至1991年） | 斯捷潘纳克特气象数据（常规数据自1961年统计至1990年，极端数据自1959年统计至1991年） | 斯捷潘纳克特气象数据（常规数据自1961年统计至1990年，极端数据自1959年统计至1991年） | 斯捷潘纳克特气象数据（常规数据自1961年统计至1990年，极端数据自1959年统计至1991年） | 斯捷潘纳克特气象数据（常规数据自1961年统计至1990年，极端数据自1959年统计至1991年） | 斯捷潘纳克特气象数据（常规数据自1961年统计至1990年，极端数据自1959年统计至1991年） |
| 月份                                                                               | 1月                                                                                | 2月                                                                                | 3月                                                                                | 4月                                                                                | 5月                                                                                | 6月                                                                                | 7月                                                                                | 8月                                                                                | 9月                                                                                | 10月                                                                               | 11月                                                                               | 12月                                                                               | 全年                                                                               |
| ---------------------------------------------------------------------------------- | ---------------------------------------------------------------------------------- | ---------------------------------------------------------------------------------- | ---------------------------------------------------------------------------------- | ---------------------------------------------------------------------------------- | ---------------------------------------------------------------------------------- | ---------------------------------------------------------------------------------- | ---------------------------------------------------------------------------------- | ---------------------------------------------------------------------------------- | ---------------------------------------------------------------------------------- | ---------------------------------------------------------------------------------- | ---------------------------------------------------------------------------------- | ---------------------------------------------------------------------------------- | ---------------------------------------------------------------------------------- |
| 历史最高温 °C（°F）                                                                | 16.1 (61.0)                                                                        | 19.0 (66.2)                                                                        | 22.8 (73.0)                                                                        | 30.3 (86.5)                                                                        | 30.0 (86.0)                                                                        | 37.0 (98.6)                                                                        | 37.0 (98.6)                                                                        | 36.0 (96.8)                                                                        | 31.0 (87.8)                                                                        | 25.0 (77.0)                                                                        | 21.2 (70.2)                                                                        | 21.0 (69.8)                                                                        | 37.0 (98.6)                                                                        |
| 平均高温 °C（°F）                                                                  | 4.7 (40.5)                                                                         | 5.2 (41.4)                                                                         | 9.0 (48.2)                                                                         | 16.1 (61.0)                                                                        | 19.5 (67.1)                                                                        | 24.5 (76.1)                                                                        | 28.1 (82.6)                                                                        | 27.1 (80.8)                                                                        | 23.2 (73.8)                                                                        | 16.4 (61.5)                                                                        | 11.4 (52.5)                                                                        | 7.3 (45.1)                                                                         | 16.0 (60.9)                                                                        |
| 日均气温 °C（°F）                                                                  | 1.1 (34.0)                                                                         | 1.4 (34.5)                                                                         | 5.1 (41.2)                                                                         | 11.6 (52.9)                                                                        | 15.3 (59.5)                                                                        | 19.8 (67.6)                                                                        | 23.3 (73.9)                                                                        | 22.3 (72.1)                                                                        | 18.7 (65.7)                                                                        | 12.6 (54.7)                                                                        | 7.7 (45.9)                                                                         | 3.7 (38.7)                                                                         | 11.9 (53.4)                                                                        |
| 平均低温 °C（°F）                                                                  | −2.6 (27.3)                                                                        | −2.5 (27.5)                                                                        | 1.1 (34.0)                                                                         | 7.0 (44.6)                                                                         | 11.0 (51.8)                                                                        | 15.1 (59.2)                                                                        | 18.4 (65.1)                                                                        | 17.4 (63.3)                                                                        | 14.2 (57.6)                                                                        | 8.7 (47.7)                                                                         | 4.0 (39.2)                                                                         | 0.1 (32.2)                                                                         | 7.7 (45.8)                                                                         |
| 历史最低温 °C（°F）                                                                | −15.0 (5.0)                                                                        | −11.0 (12.2)                                                                       | −12.7 (9.1)                                                                        | −1.0 (30.2)                                                                        | 4.0 (39.2)                                                                         | 6.6 (43.9)                                                                         | 11.3 (52.3)                                                                        | 10.9 (51.6)                                                                        | 6.0 (42.8)                                                                         | −2.0 (28.4)                                                                        | −6.0 (21.2)                                                                        | −8.6 (16.5)                                                                        | −15.0 (5.0)                                                                        |
| 平均降水量 mm（）                                                                  | 19 (0.7)                                                                           | 25 (1.0)                                                                           | 42 (1.7)                                                                           | 49 (1.9)                                                                           | 102 (4.0)                                                                          | 79 (3.1)                                                                           | 41 (1.6)                                                                           | 27 (1.1)                                                                           | 34 (1.3)                                                                           | 39 (1.5)                                                                           | 35 (1.4)                                                                           | 13 (0.5)                                                                           | 505 (19.9)                                                                         |
| 平均降水天数                                                                       | 6                                                                                  | 6                                                                                  | 10                                                                                 | 10                                                                                 | 14                                                                                 | 10                                                                                 | 4                                                                                  | 4                                                                                  | 6                                                                                  | 6                                                                                  | 5                                                                                  | 4                                                                                  | 85                                                                                 |
| 来源：NOAA                                                                         |                                                                                    |                                                                                    |                                                                                    |                                                                                    |                                                                                    |                                                                                    |                                                                                    |                                                                                    |                                                                                    |                                                                                    |                                                                                    |                                                                                    |                                                                                    |

## 政治与政府
苏联时期，斯捷潘纳克特自1923年至1991年为阿塞拜疆苏维埃社会主义共和国辖下纳戈尔诺-卡拉巴赫自治州首府。1991年阿尔察赫自行宣告独立后，斯捷潘纳克特继续保持新成立政权政治文化中心的地位，阿尔察赫共和国所有国家机关均设于此城，包括国民议会、总统府等等机关。
阿尔察赫共和国治下，斯捷潘纳克特市由市议会及斯捷潘纳克特市长管理。当地最后一次地方选举于2019年9月举行。最新一任市长为大卫·萨尔基相（Դավիթ Սարգսյան）。

### 政府建筑

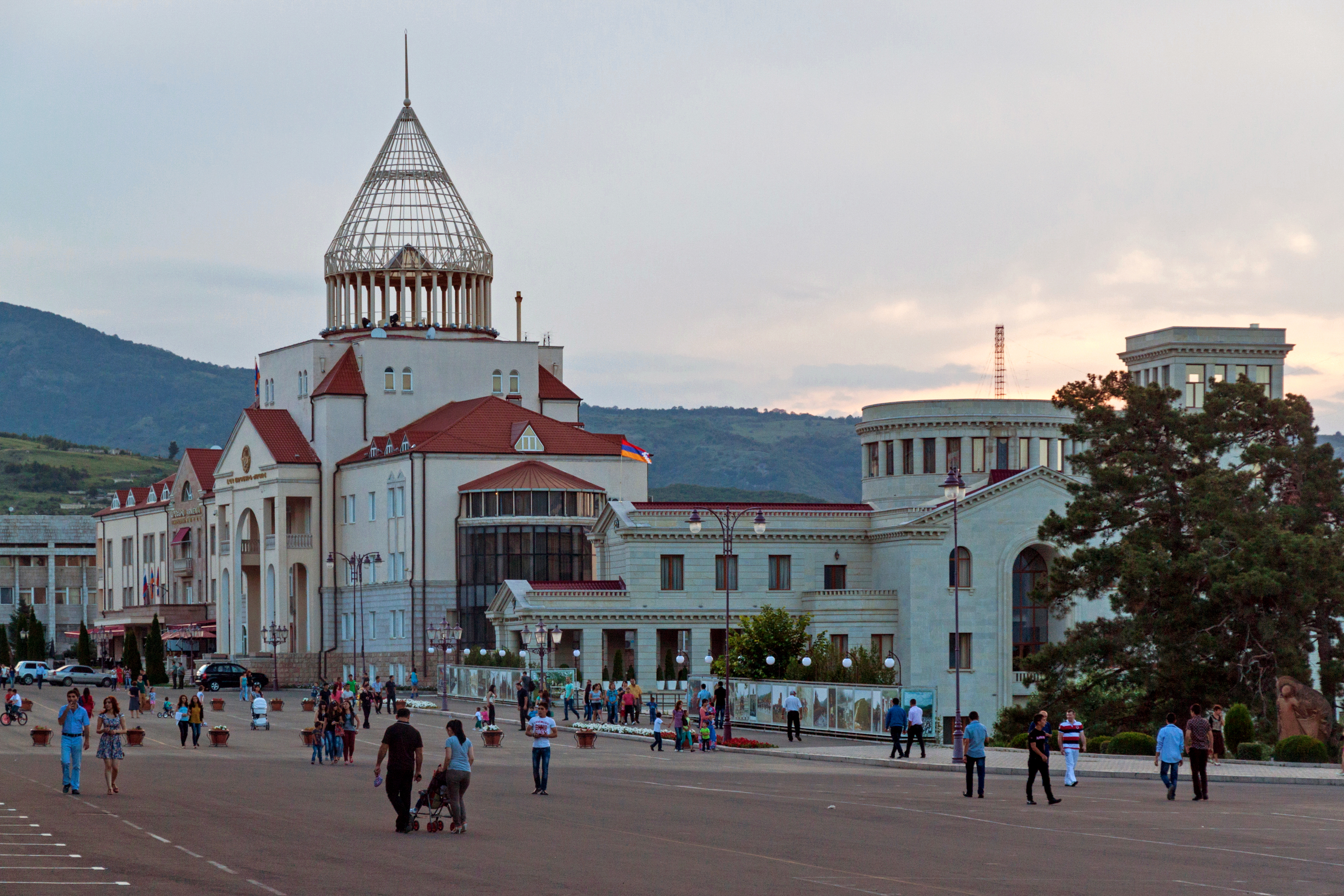
国民议会
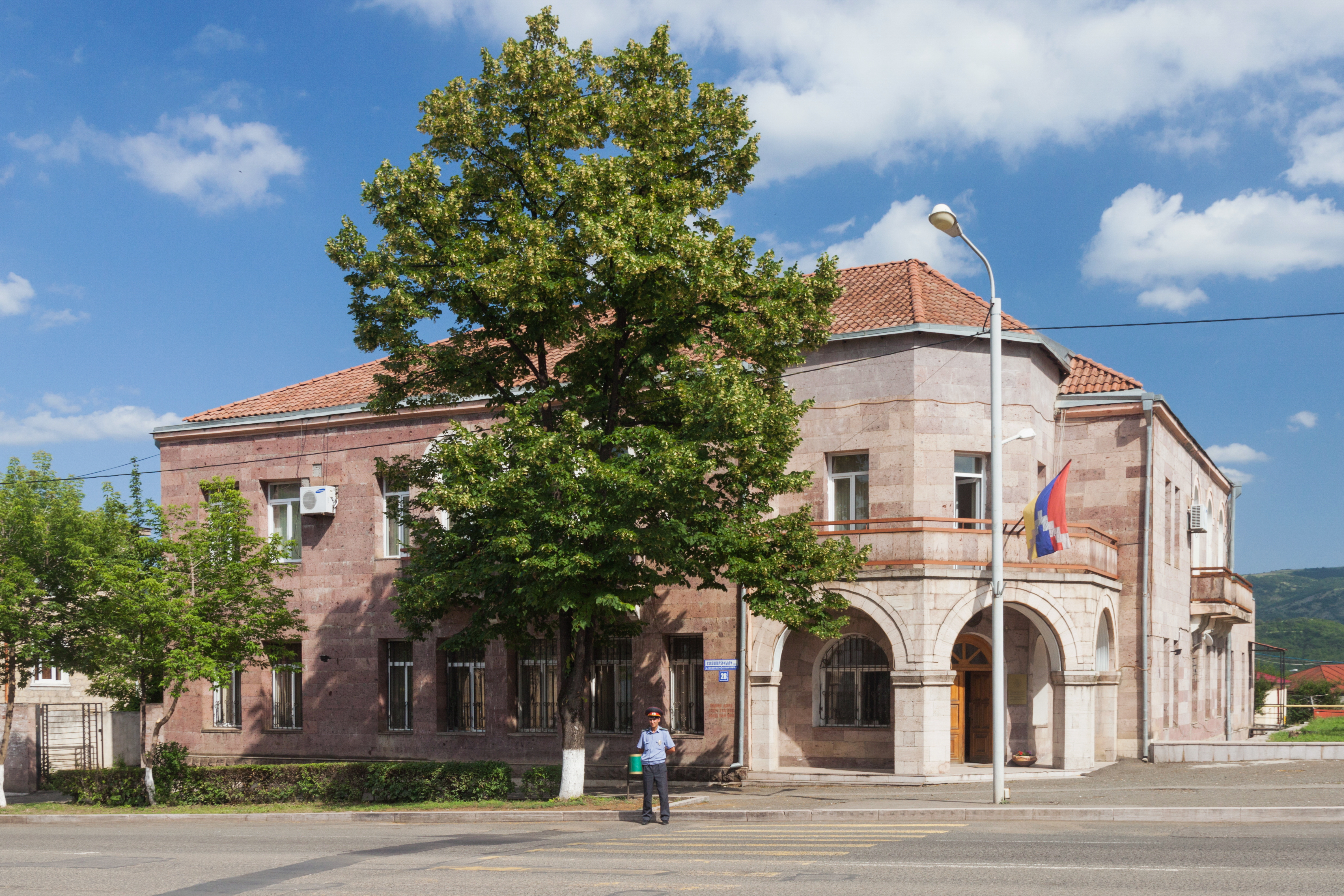
外交部
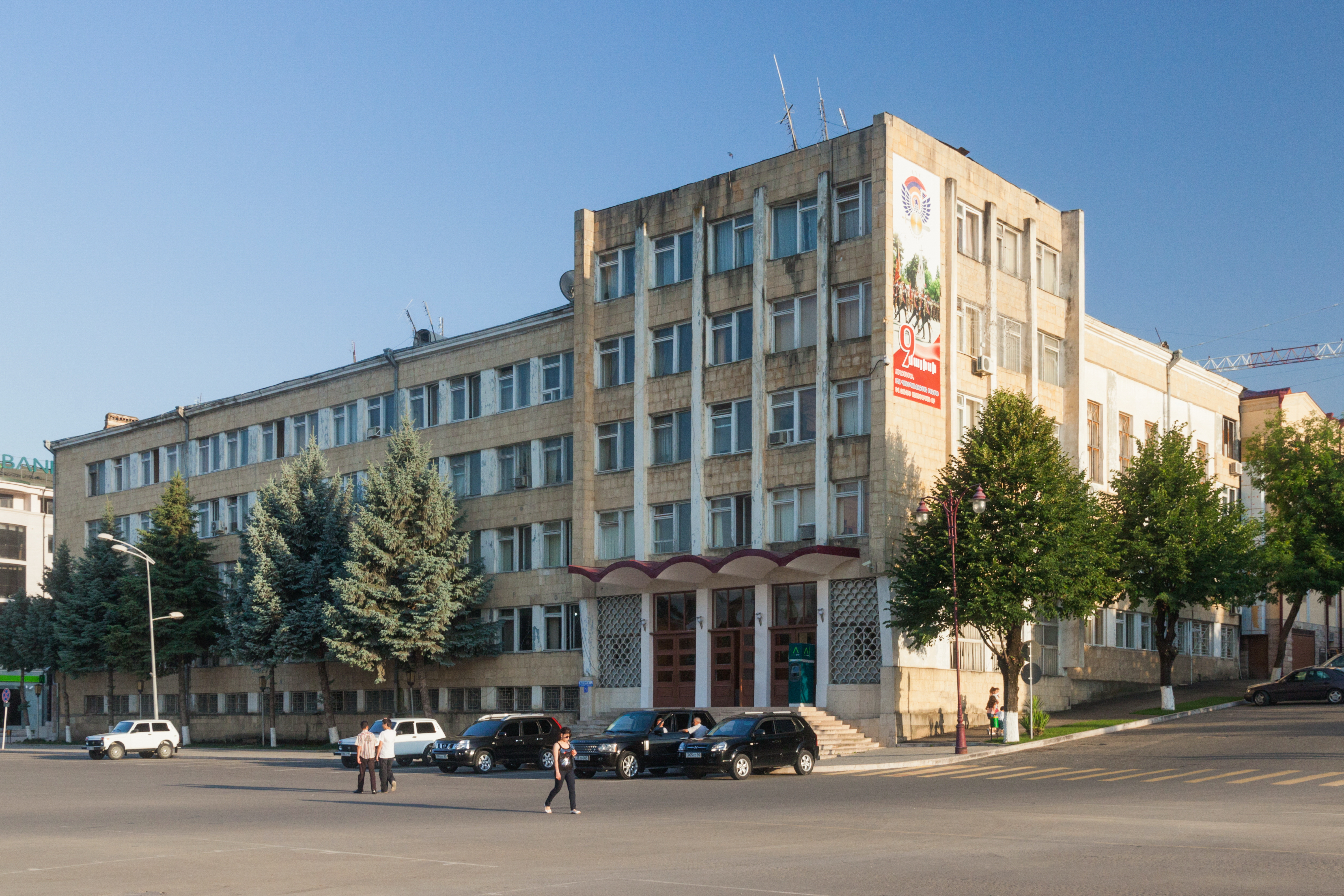
政府大楼，二月二十日大街

## 人口
| 年份                                        | 亚美尼亚族 | 亚美尼亚族 | 阿塞拜疆族 | 阿塞拜疆族 | 其他 | 其他 | 总计   |
| 年份                                        | 人数       | %          | 人数       | %          | 人数 | %    | 总计   |
| ------------------------------------------- | ---------- | ---------- | ---------- | ---------- | ---- | ---- | ------ |
| 1897                                        | 628        | 42.0       | 442        | 29.6       | 425  | 28.4 | 1,495  |
| 1926                                        | 2,724      | 85.4       | 343        | 10.8       | 122  | 3.8  | 3,189  |
| 1939                                        | 9,079      | 86.8       | 672        | 6.4        | 708  | 6.8  | 10,459 |
| 1959                                        | 17,640     | 89.5       | 1,143      | 5.8        | 920  | 4.7  | 19,703 |
| 1970                                        | 26,684     | 88.1       | 2,762      | 9.1        | 847  | 2.8  | 30,293 |
| 1979                                        | 33,898     | 87.0       | 4,303      | 11.0       | 747  | 2.0  | 38,948 |
| 1988年9月：第一次纳卡战争，阿塞拜疆族被驱逐 |            |            |            |            |      |      |        |
| 2005                                        | 49,848     | 99.7       | 2          | 0.0        | 136  | 0.3  | 49,986 |
| 2010                                        | 52,900     |            |            |            |      |      | 52,900 |
| 2015                                        | 55,309     |            |            |            |      |      | 55,309 |
| 2020年9月至10月：第二次纳卡战争             |            |            |            |            |      |      |        |
| 2021                                        | 75,000     |            |            |            |      |      | 75,000 |
| 2023年9月：阿塞拜疆攻入纳卡                 |            |            |            |            |      |      |        |

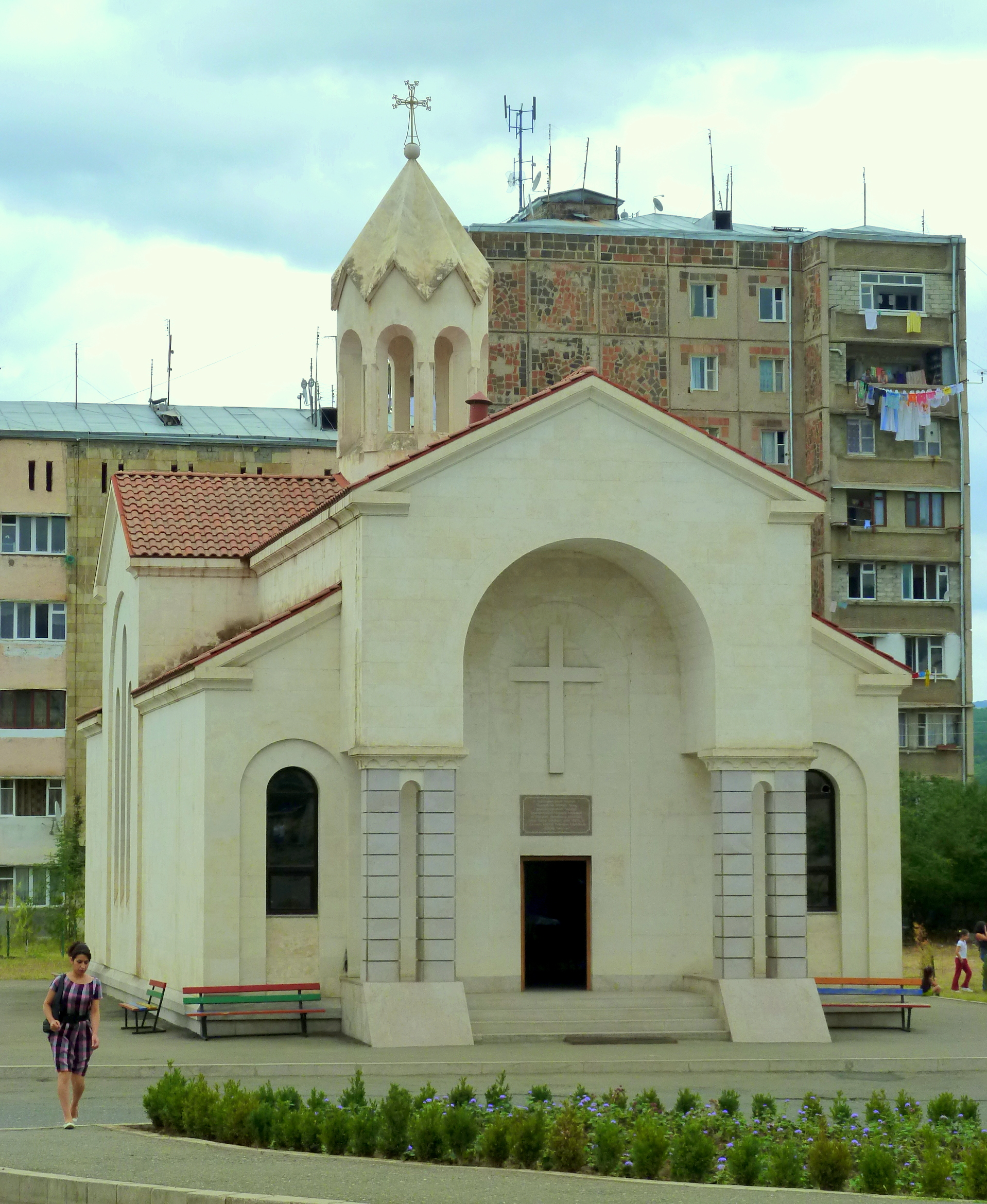
圣哈科布教堂

根据外高加索统计委员会自1886年户口名录所提取数据，当时汉肯德有71户、279名居民登记在册，其中276人俄罗斯族、2人亚美尼亚族、1人鞑靼族（即后所称阿塞拜疆族），按宗教各自为东正教会、亚美尼亚使徒教会、伊斯兰教逊尼派信众。根据俄罗斯帝国1897年普查，村镇名称记作汉-肯德，有人口1,495人，其中男性801人、女性694人，亚美尼亚使徒教会会众628人、穆斯林442人、东正教徒394人。
《高加索年历》是当地总督办公厅发布的统计年历，根据1910年发行版本，1908年在伊丽莎白波尔省辖下舒沙县的汉肯德村有居民362人，俄罗斯族占多数。1912年版中，登记在册的居民1,076人，同样以俄罗斯族为主。1915年版则显示汉肯德居民1,550人，鞑靼族居多。据1921年阿塞拜疆农业普查，汉肯德有居民人口1,208人，多数是亚美尼亚族。1973年，斯捷潘纳克特人口32,000人。

### 宗教
瓦拉拉肯十九世纪末建造的教堂毁于1930年代，以建造斯捷潘纳克特剧院。从此直到苏联时代结束，即使斯捷潘纳克特大多数人口均为亚美尼亚使徒教会会众，城中却没有传统教堂。
圣哈科布教堂在2007年开放，直至2019年都是斯捷潘纳克特城中唯一开放的教堂，受到洛杉矶的亚美尼亚裔美国人拿施斯·耶普列米扬（Nerses Yepremian）资助。教堂于2007年5月9日祝圣，纪念亚美尼亚族军队攻占舒沙十五周年。
建造诞神女主教座堂的工程从2006年7月19日开始。工程预期耗资二百万美元左右，建筑师加吉克·耶拉诺相（Գագիկ Երանոսյան）。然而由于资金不足，工程进展缓慢。教堂揭幕仪式预期在2016年9月，而建造工程于2019年结束，教堂同年开放。
城中有小规模的亚美尼亚福音派群体，成员约五百人，阿尔察赫唯一的亚美尼亚福音教会即坐落于斯捷潘纳克特。这一福音派群体在亚美尼亚侨民帮助下支持许多学校、医院及其他机构的工作。

## 交通

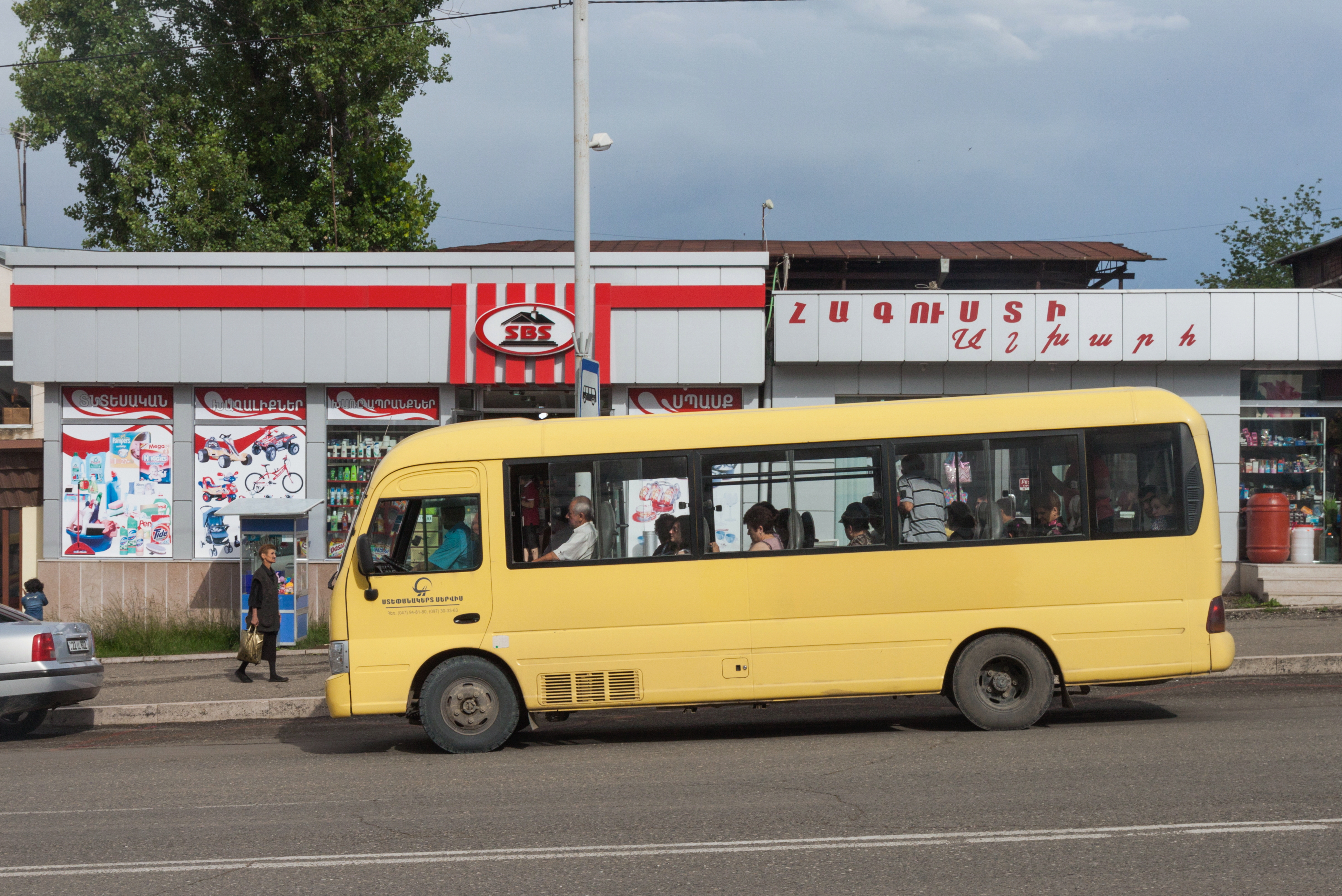
斯捷潘纳克特一辆专线出租小巴

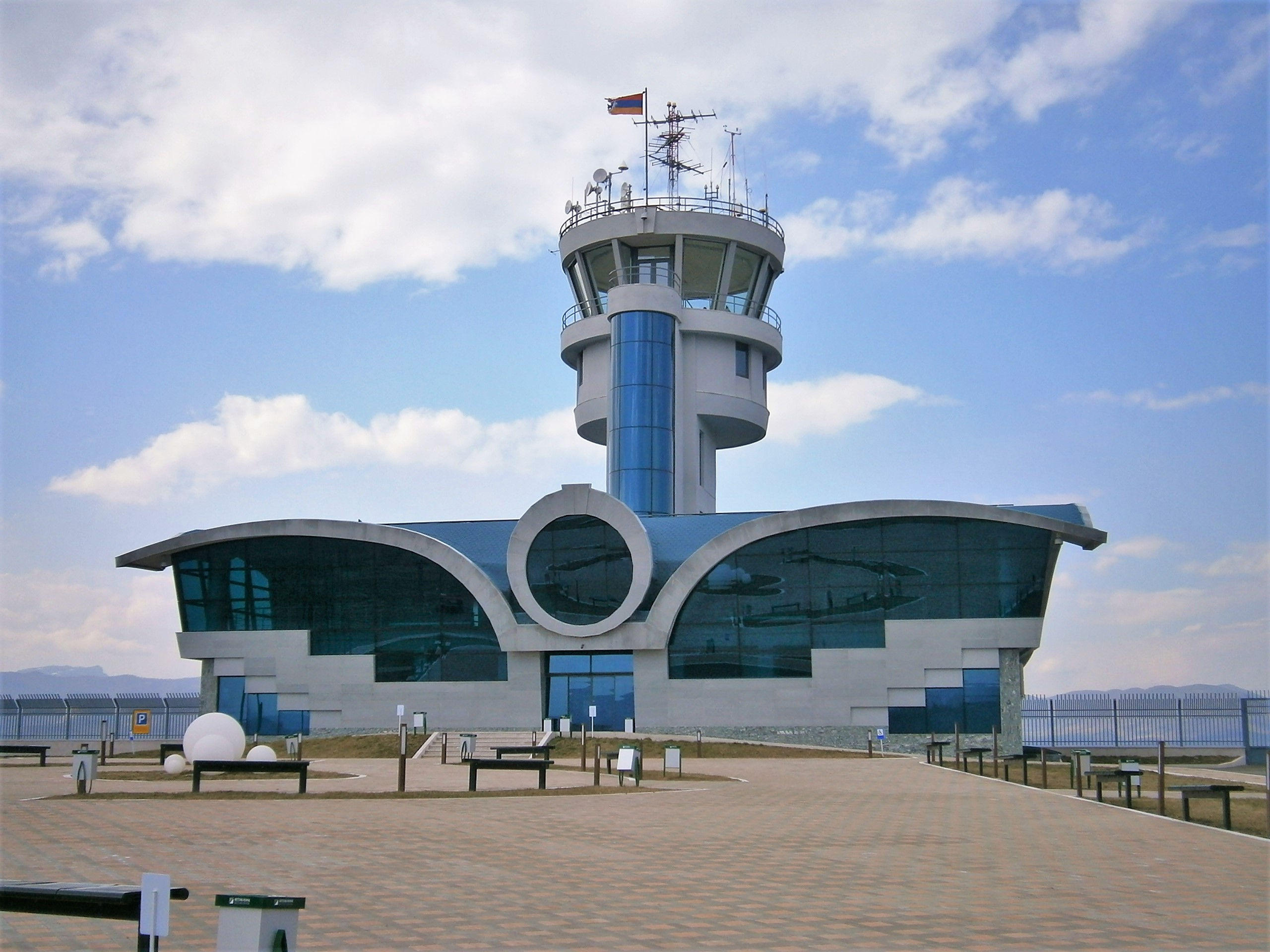
斯捷潘纳克特机场

### 公共汽车
斯捷潘纳克特有数条固定的小巴路线提供服务。旧苏联时代的公交车已经换成新型现代的公交车辆。也有从斯捷潘纳克特出发，定期通往纳卡其他省区的班次。:208

### 航空
斯捷潘纳克特附近有斯捷潘纳克特机场运营，在城区以北，靠近伊万尼扬村。2009年开始设施重建整修工作。此后原定在2011年5月9日起飞第一架商业航班，但卡拉巴赫官员将机场重启日期一直推迟到2011年后。2012年5月，纳卡共和国民航局局长提格兰·加布里耶良（Տիգրան Գաբրիելյան）宣布，机场将在当年夏季开始运转。但出于政治原因，机场仍旧保持关闭。负责调停纳卡冲突的欧安组织明斯克小组表示「（斯捷潘纳克特机场）的运转无法用于佐证任何声称纳戈尔诺-卡拉巴赫地区状态发生改变的主张」，并「敦促各方遵循国际法、坚持以航班飞越领土的现行实践行事」。

### 铁路
斯捷潘纳克特过去有铁路线与巴库-第比利斯铁路上的叶夫拉赫站相连，然而，由于纳卡冲突，有关班次中断。

## 经济

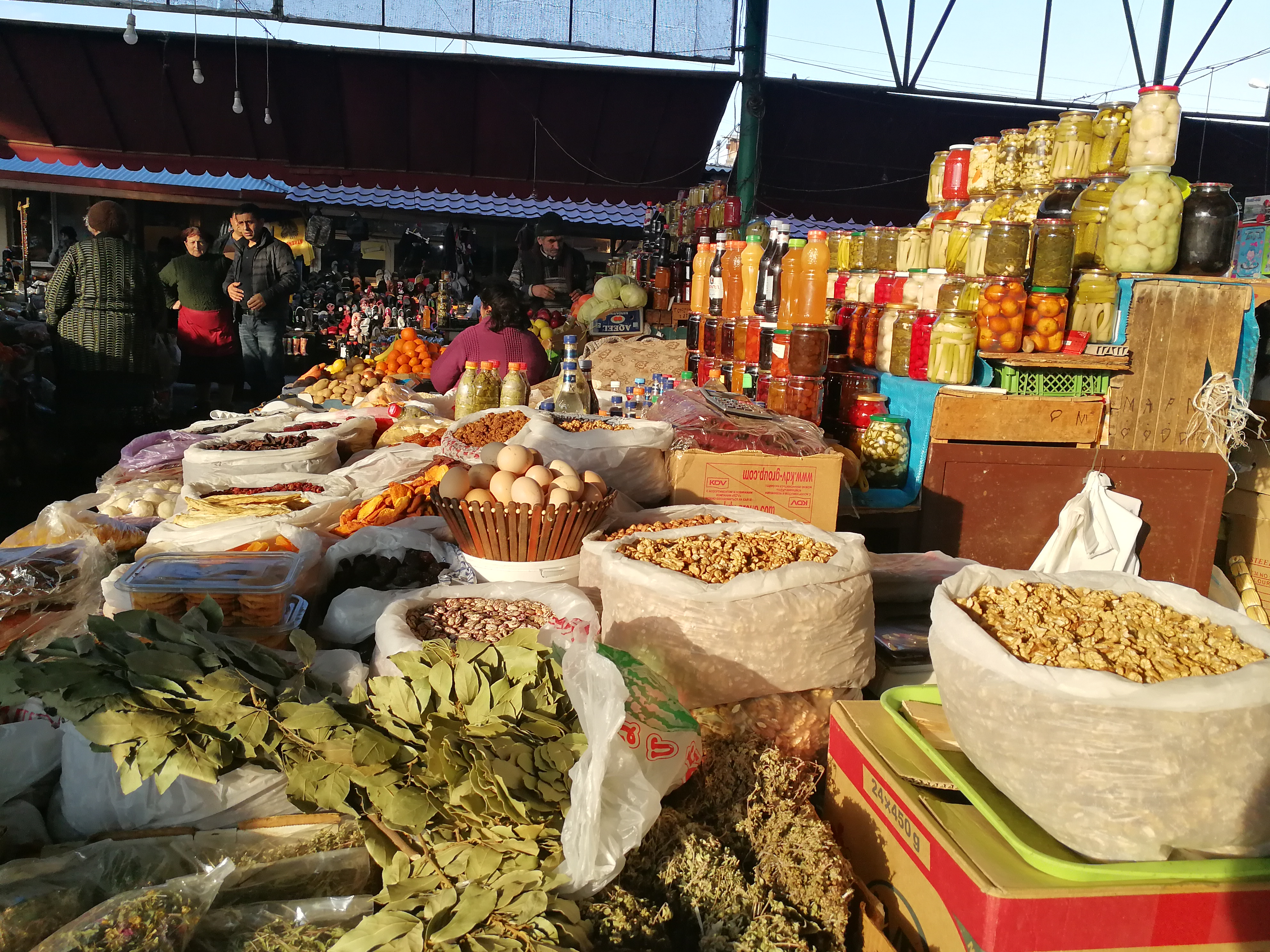
斯捷潘纳克特的市场

阿尔察赫治下，斯捷潘纳克特是地区性教育文化中心，建有阿尔察赫大学、音乐学校、文化宫等。斯捷潘纳克特也是当地经济中心，以服务产业为基础，拥有诸多企业，第一次纳卡战争前，城中食品加工、酿酒、丝纺为最重要的产业，居民亦从事家具和鞋履制造。2021年，城中人口75,000人。
1988年亚美尼亚大地震和第一次纳卡战争先后爆发，城市经济受到重挫。之后数年经济得到进一步发展，其主要因素是亚美尼亚侨民注资。然而，随着第二次纳卡战争爆发，经济再遭重挫，旅游业板块受到的破坏尤其剧烈。
斯捷潘纳克特乃至整个阿尔察赫共和国经济发展最充分的板块是旅游业和服务业。一些酒店由来自俄罗斯、美国、澳大利亚的亚美尼亚侨民运营。阿尔察赫银行是阿尔察赫地区最大的银行业者，卡拉巴赫电信则为当地主要的移动通信及其他通讯业务提供商。
建筑业在斯捷潘纳克特经济中地位亦相当重要。阿尔察赫水力发电公司（Արցախ ՀԷԿ）是阿尔察赫共和国全资持股的建筑商；普通金属（Բեյզ Մեթըլս）则是阿尔察赫唯一的采矿企业，在矿产和建材制造方面领先。

## 文化

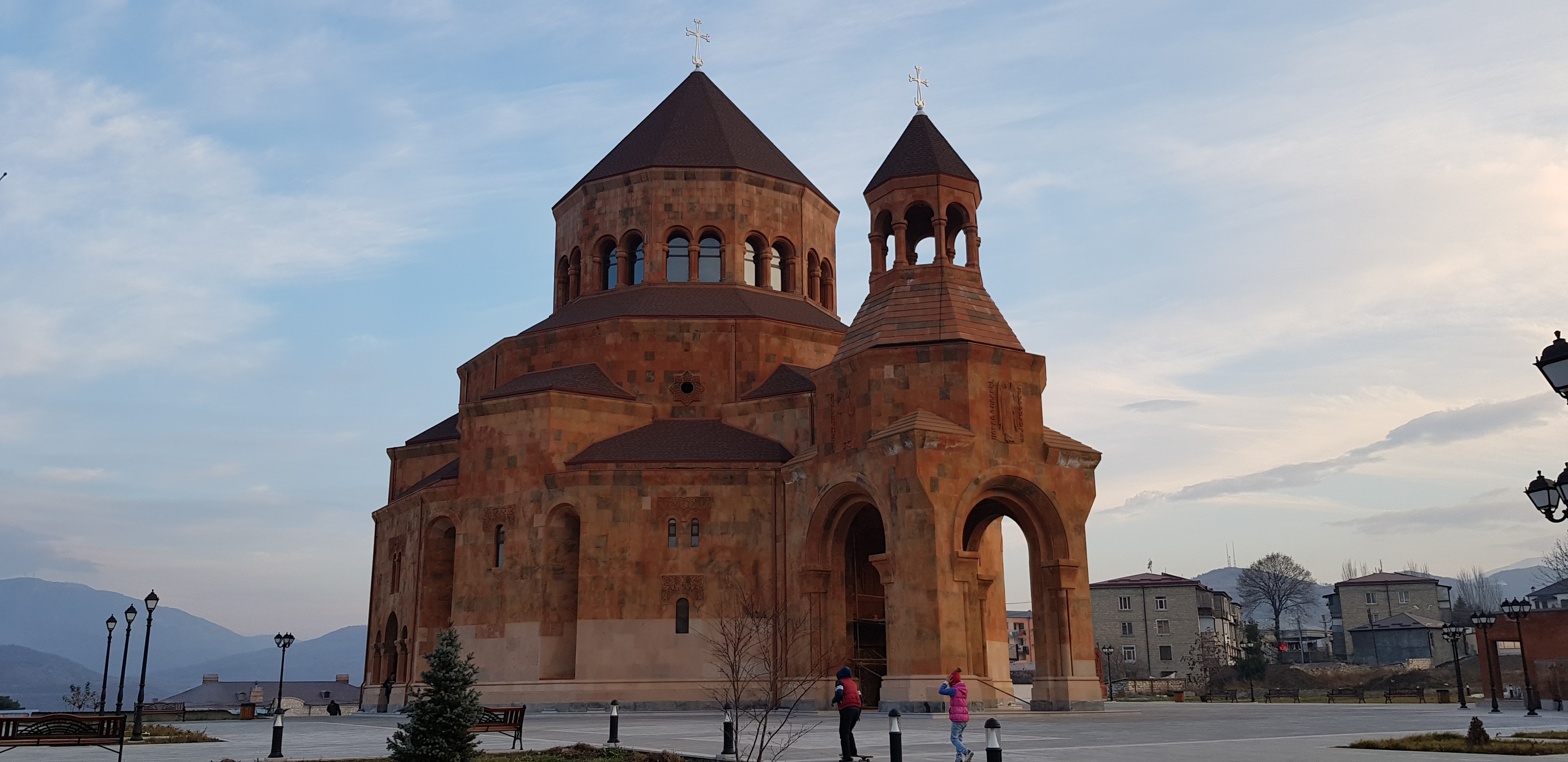
诞神女主教座堂 (斯捷潘纳克特)

斯捷潘纳克特瓦赫拉姆·帕帕江剧院建于1932年。1967年，斯捷潘纳克特城北建起纪念碑群「我们是我们的山」，:210公认这一纪念碑是历史上阿尔察赫地区亚美尼亚传统的象征。亚美尼亚独立后，许多文化与青年中心重新开放。城中文化宫以夏尔·阿兹纳武尔命名。
城中亦有1924年开放的梅斯罗普·马什托茨共和国立图书馆、1939年开放的阿尔察赫历史博物馆、1947年开放的霍夫汉内斯·图马尼扬儿童图书馆、1982年开放的斯捷潘纳克特国立美术馆、2002年开放的牺牲自由战士纪念馆等等。尚有一座体现阿尔察赫地区亚美尼亚传统的文化综合体在建。
坐落斯捷潘纳克特的阿尔察赫国家博物馆，其有古代文物和基督教手写本等重要馆藏。

### 教育

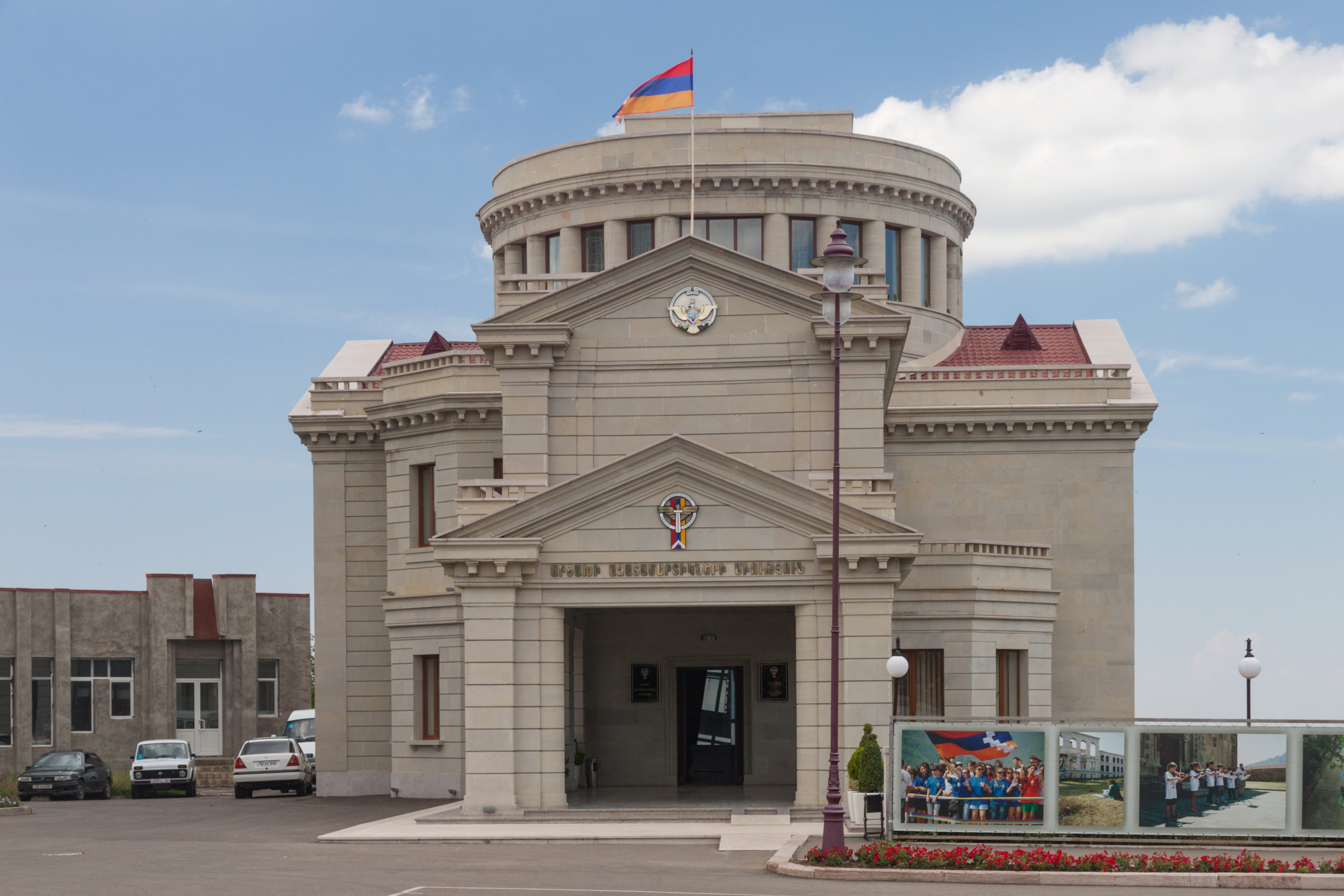
阿尔察赫自由战士联合会

斯捷潘纳克特是阿尔察赫地区高等教育中枢。城中运营有五家高等教育机构：
- 阿尔察赫大学，1969年成立，初为巴库教育学院分校。1973年，更名斯捷潘纳克特教育学院；纳卡独立后，于1992年获得大学地位。大学设有七个学系，学生4,500人；[89]
- 亚美尼亚国立农业大学（英语：Armenian National Agrarian University）斯捷潘纳克特校区；[90]
- 纳雷科的圣额我略大学（私立）；[91]
- 梅斯罗普·马什托茨大学（私立）；[91]
- 久里扬实用艺术学院（私立）；[91]

斯捷潘纳克特许多新建学校是1990年代末至2010年间经亚美尼亚侨民帮助而建立。如今学校也在侨民捐赠下得以翻新。
图莫创意技术中心斯捷潘纳克特分校于2015年9月开放，是图莫中心和亚美尼亚慈善联合总会坚持合作的结果，亦得到电信运营商卡拉巴赫电信支持。

### 体育

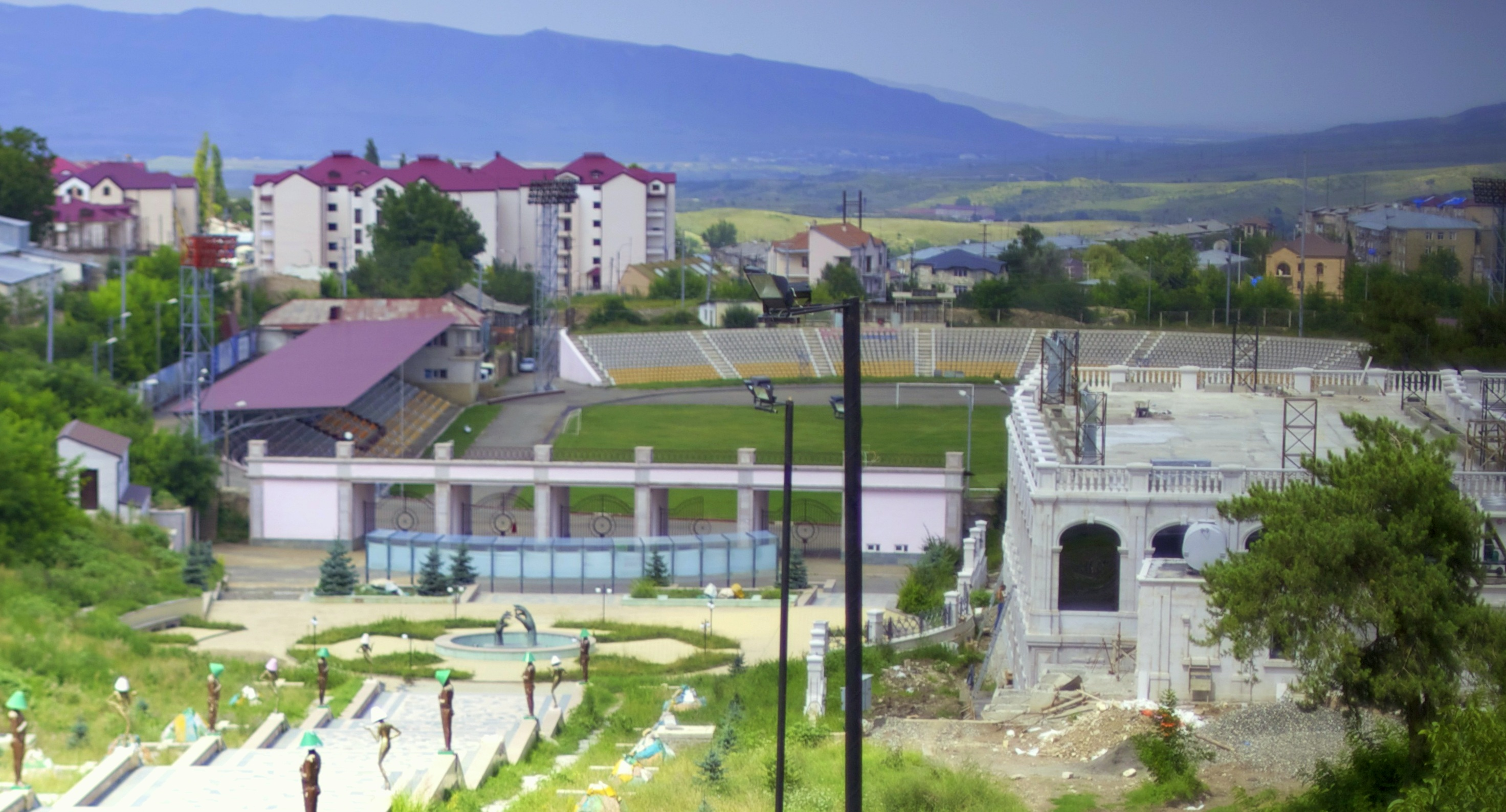
汉肯德体育场

纳卡地区流行足球运动，斯捷潘纳克特有修复过的足球场。自1990年代中期开始，卡拉巴赫地区足球队伍开始参加亚美尼亚的国内球赛。列尔纳因阿尔察赫是代表斯捷潘纳克特市的足球俱乐部。阿尔察赫国家足球协会建于2009年。
阿尔察赫国家足球队成立于2012年，并非国际足联会员，其第一场竞技比赛于2012年9月17日在苏呼米举行，对手为同样不受国际承认的阿布哈兹国家足球队。比赛终场一比一平。次月21日，阿尔察赫队与阿布哈兹队于斯捷潘纳克特共和国立体育场比赛第二回合，阿尔察赫三比零获胜。
除足球外，斯捷潘纳克特人对篮球、排球等亦有爱好。
阿尔察赫并派出运动员代表队参与亚美尼亚所办泛亚美尼亚运动会。由于阿尔察赫主权不受国际承认，其运动员参加国际运动赛会时以亚美尼亚名义出战。

### 姐妹城市
斯捷潘纳克特与下列城市结成姐妹城市关系：
- 美国蒙提贝罗：2005年9月25日，美国加利福尼亚州蒙提贝罗与斯捷潘纳克特结成姐妹城市。阿塞拜疆驻美大使哈菲兹·帕夏耶夫（英语：Hafiz Pashayev）为此事不满，致函加州领导人，表示这一决定危及其本国与亚美尼亚的和平谈判。[101]信函送抵时任加州州长阿诺德·施瓦辛格，施瓦辛格则听凭蒙提贝罗市长比尔·莫利纳里处理，理据为此事属地方事务，无关州政。莫利纳里回复帕夏耶夫，称蒙提贝罗将继续在姐妹城市项目下推进对斯捷潘纳克特的赞助。[101]两市关系着眼于复苏斯捷潘纳克特的经济基础设施，并当建立文化教育联系，同时将发展两市间贸易、保健事务。阿国将此事描述为支持纳卡共和国政府、支持亚美尼亚入侵阿塞拜疆，认为此事与美国外交政策相抵触。[102]
- 巴西迈里波朗：2018年6月18日，巴西圣保罗州迈里波朗自治市当局通过法案，以「永恒的亚美尼亚」为名，宣布与斯捷潘纳克特结成姐妹城市。[103]这一表态引发巴西外交部警告市政当局，因为巴西政府并不承认纳卡是独立国家。[104]

### 友好关系
- 法國维勒班：1998年5月22日缔结友好关系；[105]
- 亞美尼亞耶烈万：2012年9月28日，两市同为亚美尼亚政权中枢，签订伙伴协议后成为友好城市；[106]
- 西班牙圣塞瓦斯蒂安：2014年9月15日签署合作协议；[107]
- 法國瓦朗斯：2015年5月17日缔结友好关系；[105]
- 巴西弗朗库-达罗沙：2016年2月3日缔结友好关系；[105]
- 赖德市：2019年7月23日缔结友好关系。[108]

## 出身名人

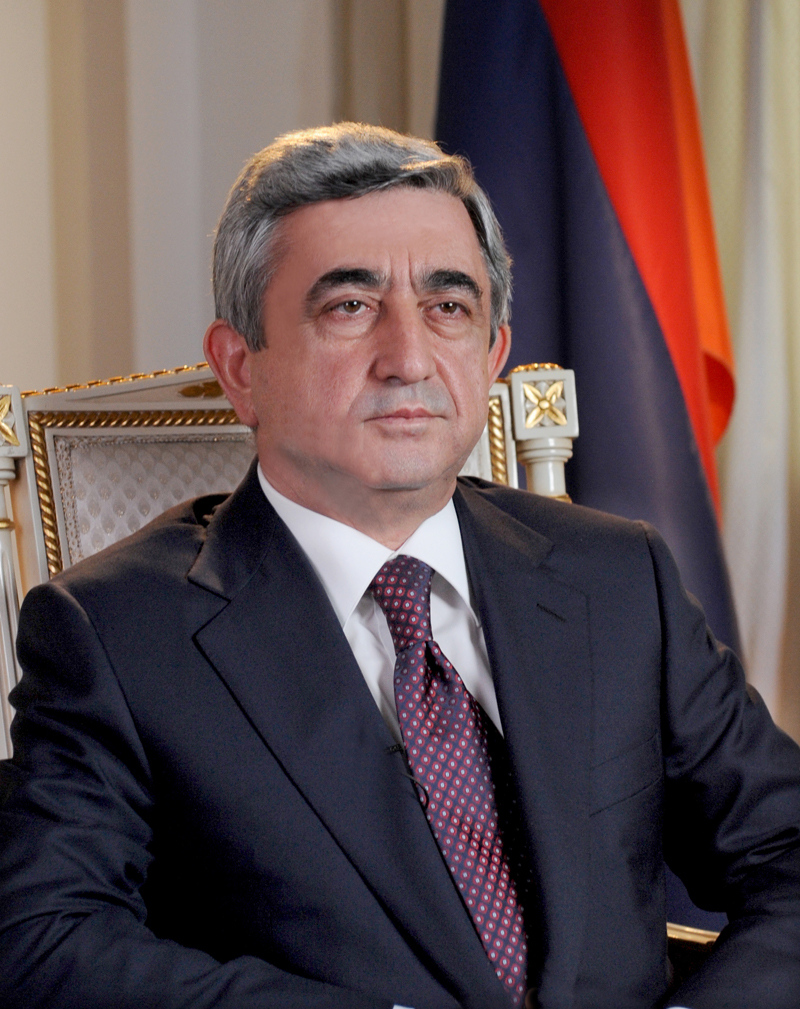
谢尔日·萨尔基相，亚美尼亚第三任总统

- 阿尔门·阿巴吉扬（英语：Armen Abaghian），亚美尼亚裔原子能科学家；[109]
- 安德烈（英语：André (singer)），姓霍夫纳尼扬，亚美尼亚歌手；[110]
- 东·阿斯卡良（英语：Don Askarian），亚美尼亚裔电影人；[111]
- 弗拉基米尔·阿尔祖马尼扬（英语：Vladimir Arzumanyan），亚美尼亚歌手，2010年欧洲青少年歌唱大赛冠军；[112]
- 萨姆韦尔·巴巴扬（英语：Samvel Babayan），阿尔察赫军事将领；[113]
- 佐里·巴拉扬（英语：Zori Balayan），亚美尼亚作家；[114]
- 卡连·卡拉佩强，第十四任亚美尼亚总理；[115]
- 罗伯特·科恰良，第二任亚美尼亚总统；[116]
- 法赫拉金·曼纳福夫（英语：Fakhraddin Manafov），阿塞拜疆演员；[117]
- 巴赫希·加兰达尔利（英语：Bakhshi Galandarli），阿塞拜疆戏剧家，演员、导演；[118]
- 谢尔日·萨尔基相，第三任亚美尼亚总统；[119]
- 罗扎·萨尔基相，亚美尼亚裔乌克兰戏剧导演；[120]
- 尼古拉·叶尼科洛普扬（英语：Nikolay Yenikolopov），亚美尼亚裔苏联化学家，俄罗斯科学院院士；[121]
- 戈尔·曼韦良（英语：Gor Manvelyan），职业足球运动员。[122]

### 引用书刊
- Adalian, Rouben Paul. . Historical Dictionaries of Europe 77 2. Lanham, Toronto, Plymouth: Rowman & Littlefield. 2010: 553. ISBN 9780810874503.
- Баранчиков, Е. В.  [斯捷潘纳克特].  31. Москва: 225. 2016  [2023-06-30]. ISBN 978-5-85270-367-5. （原始内容存档于2023-06-30） （俄语）.
- Busse, H. . Ehsan Yarshater  (编).  I 3. New York: 285–286. 1983  [2021-12-15]. ISBN 978-0710090928. （原始内容存档于2021-12-15）.
- Chorbajian, Levon. . New York: Palgrave Macmillan. 2001: 140. ISBN 9780230508965.
- Davies, Norman. . United Kingdom: Penguin Books Limited. 2017. ISBN 9781846148323.
- de Waal, Thomas. . NYU Press. 2013. ISBN 9780814785782.
- Everett-Heath, John.  5. United Kingdom: Oxford University Press. 2019  [2021-12-14]. ISBN 9780192556462. （原始内容存档于2021-12-14）.
- Րաֆֆի [Raffi].  [The Five Melikdoms of Karabagh (1600-1827)]. 由Melkonian, Ara Stepan翻译. Yerevan: Gomidas Institute. 2020 [1882]  [2021-12-15]. ISBN 9781909382602. （原始内容存档于2015-09-23）.
- Հակոբյան [Hakobyan], Թադեւոս Խ. [Tadevos Kh.]; Մելիք-Բախշյան, Ստեփան Տ.; Բարսեղյան, Հովհաննես Խ.  [亚美尼亚及邻近地区地名词典] 4. Երեւանի Համալսարանի Հրատարակչություն. 1998: 773  [2021-12-16]. OCLC 247335945. （原始内容存档于2021-11-27） （亚美尼亚语）.
- Hewsen, Robert H. . Chicago: University of Chicago Press. 2001: 265. ISBN 0-226-33228-4.
- Holding, Deidre; Allen, Tom.  5. United Kingdom: Bradt. 2019. ISBN 9781784770792.
- Holding, Nicholas.  2. London: Bradt. 2006. ISBN 1-84162-163-3.
- Ismail-Zadeh, D.  [十九世纪30－80年代外高加索地区的俄罗斯定居点]. Вопросы истории (Москва: Российская академия наук). 1976: 20  [2021-12-15]. ISSN 0042-8779. （原始内容存档于2021-12-15） （俄语）.
- Kaufman, Stuart. . New York: Cornell Studies in Security Affairs. 2001: 61. ISBN 0-8014-8736-6.
- Kiesling, Brady; Kojian, Raffi. .  2. Yerevan: Matit. 2005  [2021-12-17]. ISBN 9994101218. （原始内容存档于2021-12-17）.
- King, David C.; Nevins, Debbie. . New York: Cavendish Square. 2020: 7. ISBN 9781502658715.
- Kocharyan, G. A. . Baku: Society for Survey and Study of Azerbaijan. 1925: 46.
- Kuciukian, Pietro. .  [黑暗花园：纳戈尔诺-卡拉巴赫之旅]. Milan: Guerini e Associati. 2003: 1000–1005  [2021-12-14]. ISBN 9788881952854. doi:10.1400/41657. （原始内容存档于2022-07-06） （意大利语）.
- Гулијев, Ҹәмил.  [汉肯德].  10. Бакы: Азәрбајҹан Милли Елмләр Академијасы: 49. 1987 （阿塞拜疆语）.
- Lagasse, Paul. .  1 6. New York: Columbia University Press. 2000  [2021-12-18]. OCLC 746941797. （原始内容存档于2021-12-18）.
- Libaridian, Gerard J. (编).  (PDF) 1st. Cambridge, Toronto: Zoryan Institute. 1988. ISBN 0-916431-26-6. （原始内容存档 (PDF)于2022-02-20）.
- Lobell, Steven E.; Mauceri, Phillip. . New York: Palgrave MacMillan. 2004: 58. ISBN 1-4039-6356-8.
- Mkrtchyan, Shahen. . Viktor Ambartsumian  (编).  11. Yerevan: Academy of Sciences of the Armenian SSR: 124–125. 1985. OCLC 22420067 （亚美尼亚语）.
- Mutafian, Claude; Chorbajian, Levon; Donabédian, Patrick. . . London and New Jersey: Zed Books. 1994: 139. ISBN 9781856492881.
- American Geographical Society of New York.  29 (1–6). United States: Scripta Publishing Company: 80. 1988  [2022-01-23]. （原始内容存档于2023-09-23）.
- Payaslian, Simon. . New York: Palgrave Macmillan. 2008: 174. ISBN 978-0-230-60858-0.
- Prokhorov, Alexander. .  3. Moscow: Sovetskaya Entsiklopediya. 1977  [2021-12-18]. OCLC 14476314. （原始内容存档于2021-12-18）.
- Saparov, Arsène. . Central Asian Survey. 2017, 36 (4): 534–554. S2CID 149221754. doi:10.1080/02634937.2017.1350139.
- Saparov, Arséne.  (PDF). Europe-Asia Studies (Routledge). 2012, 64 (2): 281–323  [2021-12-24]. S2CID 154783461. doi:10.1080/09668136.2011.642583. （原始内容存档 (PDF)于2021-12-24）.
- Uhlig, Mark A. . World Policy Journal (New York: Duke University Press). 1993, 10 (4): 47–52. ISSN 0740-2775. JSTOR 40209334.
- Варданян, Манук.  [纳戈尔诺-卡拉巴赫共和国地图册]. Yerevan: GNO "Center for Geodesy and Cartography”. 2009: 45. ISBN 9789994103362 （俄语）.
- Zubkova, Elena Yurievna.  [苏联种族冲突情况的影响与发展，1953－1985年]. Russian History (Moscow: Nauka). 2004, (4): 22  [2021-12-18]. ISSN 0869-5687. （原始内容存档于2021-12-18） （俄语）.